# Вртовче
Вртовче (словен. Vrtovče, итал. Vertazzi) је насеље у општини Ајдовшчина, покрајини Приморска која припада Горишкој регији у Републици Словенији.
Налази се у брдима јужно од Випавске долине на надморској висини од 287,9 метара. Насеље има површину 1,81 км², а удаљено је 6,8 км западно од Ајдовшчине, а 19,6 километара од италијанске границе.

## Становништво
У насељу су приликом пописа 2002. живела 93 становника,